# فلاديمير سولاتوف
فلاديمير كونستانتينوفيتش سولاتوف (بالروسية: Владимир Константинович Солдатов، بالإنجليزية: Vladimir Soldatov) هو عالم أحياء مائية وعالم أسماك روسي وُلِد في 19 يوليو 1875 في تفير بالإمبراطورية الروسية، وتوفي عام 1941 في موسكو، الاتحاد السوفيتي.

## حياته ومهنته
تخرّج سولاتوف من جامعة سانت بطرسبرغ، وبرز بأبحاثه الرائدة حول بيولوجيا الأسماك وخاصة في بحر اليابان ومنطقة الشرق الأقصى الروسي. أجرى دراسات موسعة على أنواع السلمون وأسهم في تطوير مصائد الأسماك الروسية وتحسين إدارتها.
عمل أستاذًا في جامعات ومعاهد علمية بارزة، بما في ذلك جامعة موسكو، وترك أثرًا علميًا مهمًا في مجال علم الأسماك في روسيا.

## إنجازاته
- أجرى أول دراسة شاملة عن بيولوجيا وتوزيع سمك السلمون في الشرق الأقصى الروسي.
- ساهم في تأسيس برامج الحفظ المستدام لمصائد الأسماك.
- نشر العديد من الدراسات العلمية التي تُعتبر مرجعًا حتى اليوم في مجال علم الأسماك.
- أشرف على تدريب جيل جديد من علماء الأسماك والبيئة البحرية في روسيا.

## أبرز منشوراته العلمية
- «أسماك بحر اليابان» (1905)، دراسة مرجعية مهمة عن أنواع الأسماك في تلك المنطقة.
- «بيولوجيا سلمون الشرق الأقصى» (1928)، دراسة موسعة عن السلمون في مصائد الأسماك الروسية.
- عشرات الأوراق البحثية المنشورة في المجلات العلمية الروسية حول التنوع البيولوجي البحري.